# Nueva Gestión Pública
Nueva Gestión Pública (NGP) es un enfoque con respecto al funcionamiento de las organizaciones de servicio público que es usado por el gobierno y las agencias e instituciones gubernamentales de servicio público, a nivel nacional y sub-nacional. El término fue introducido por primera vez por académicos en el Reino Unido y Australia para describir enfoques que fueron desarrollados durante la década de los 1980 como parte de un esfuerzo para hacer el servicio público más "empresarial" y mejorar su eficiencia al utilizar modelos de administración del sector privado.
Como con el sector privado, que se enfoca en el "servicio al cliente", las reformas NGP se enfocan a menudo en la "centralidad de ciudadanos quién eran los receptores de los servicios o clientes para sector público". Los reformadores experimentaron con utilizar modelos de distribución descentralizada de servicios, para darle a las agencias locales más libertad en cómo repartir programas o servicios. En algunos casos, las reformas que usaban el e-gobierno consolidó un programa o servicio a una ubicación central para reducir costes. Algunos gobiernos probaron utilizar quasi-estructuras de mercado, de modo que el sector público tuviera que competir contra el sector privado (notablemente en el Reino Unido, respecto al asistencia sanitaria). Temas claves en el NGP eran el "control financiero, valor monetario, incremento de la eficacia (...) identificación y establecimiento de objetivos y continuo control del desempeño, con lo que se entrega (...) poder a los ejecutivos experimentados de gestión. El rendimiento era evaluado con auditorías, puntos de referencia y evaluaciones de rendimiento. Algunas reformas usaron compañías del sector privado para distribuir lo que eran anteriormente servicios públicos.
Los defensores de la NGP en algunos países trabajaron para remover los "acuerdos colectivos" para favorecer "paquetes de recompensas individuales en niveles superiores combinados con contratos a corto término" e introducen gobernanza corporativa propia del sector privado, lo que incluía usar un enfoque propio de un Consejo de administración para una guía estratégica de las organizaciones públicas. Mientras que las propuestas de la NGP ha sido usada en muchos países alrededor del mundo, son particularmente asociadas con las naciones más industrializadas de la OCDE tales como el Reino Unido, Australia y los Estados Unidos de América. Los defensores de la NGP se enfocan en usar propuestas del sector privado -el mundo empresarial o corporativo- las cuales pueden ser exitosamente aplicadas en el sector público en un contexto de administración pública. Estas propuestas han sido usadas para reformar dicho sector, sus políticas y sus programas, al afirmar que son medios más eficientes y efectivos de conseguir el mismo resultado.
En la NGP, los ciudadanos son vistos como "clientes" y los servidores públicos son vistos como gestionadores. La NGP intenta realinear la relación entre los gerentes de servicio público y sus superiores políticos al hacer una relación paralela entre los dos. Bajo la NGP, los gerentes tienen motivación basada en incentivos, tales como la paga por desempeño, y objetivos claros de funcionamiento son a menudo establecidos y que son evaluados al utilizar evaluaciones de desempeño. También, los gerentes en un paradigma NGP pueden tener mayor discreción y libertad sobre cómo van consiguiendo los objetivos puestos para ellos. Esta aproximación es contrastada con el modelo tradicional de administración pública, en la que la toma de decisiones institucional, la formulación de políticas y la distribución del servicio público está guiada por controles, legislación y procedimientos administrativos.
Las reformas de la NGP usan propuestas tales como desagregación, iniciativas de satisfacción del cliente, esfuerzos de servicio al cliente, aplicación de un espíritu de emprendimiento al servicio público e introducción de innovaciones. El sistema de la NGP permite al "gerente experto tener una discreción más grande". "Los gerentes públicos bajo las reformas de la Nueva Gestión Pública pueden proporcionar una gama de opciones a partir de los cuales los clientes pueden escoger, incluyendo el derecho de optar por salir completamente del sistema de reparto del servicio".
Las primeras prácticas de la Nueva Gestión Pública surgieron en el Reino Unido bajo el liderazgo de la primera ministra Margaret Thatcher. Thatcher impulsó cambios en la política de gestión pública en áreas tales como métodos organizativos, servicio civil, relaciones laborales, planificación de gastos, gestión financiera, auditoría, evaluación y adquisiciones.
El sucesor de Thatcher, John Major, mantuvo la política de gestión pública en la agenda del gobierno conservador, lo que llevó a la implementación de la Iniciativa Próximos Pasos. Major también lanzó los programas de Iniciativa de Carta Ciudadana, Compitiendo por la Calidad, Contabilidad y Presupuesto de Recursos, y la Iniciativa de Financiamiento Privado....

## Globalización
Aunque los orígenes de la NGP provienen de los países occidentalizados, se expandió a una variedad de países en la década de 1990. Antes de esta, la NGP se asociaba en gran medida a una idea utilizada por los países desarrollados que son particularmente anglosajones. Sin embargo, en los noventa, países de África, Asia y otras naciones estaban considerando la posibilidad de utilizar este método. En África, se ha introducido ampliamente la reducción y la disminución de las tarifas de los usuarios. Estas agencias autónomas dentro de los sectores públicos han sido establecidos en los lugares mencionados. La contratación por resultados se convirtió en una política común en los estados en crisis de todo el mundo. La contratación fuera de esta magnitud se puede utilizar para hacer cosas como la gestión de residuos, limpieza, lavandería, suministros y mantenimiento de carreteras. 

## Aspectos
La NGP fue aceptada como el "estándar de oro para las reformas administrativas"  en la década de 1990. La idea de usar este método para las reformas del gobierno era que si se usaban los principios gubernamentales guiados por el sector privado en lugar de una rígida burocracia jerárquica, funcionaría de manera más eficiente. La NGP promueve un cambio de la administración burocrática a la gestión profesional empresarial. La NGP fue citada como la solución para la gestión de anomalías en diversos contextos organizativos y la formulación de políticas en las reformas a la educación y la atención médica.
Los principios básicos de la NGP se pueden describir mejor cuando se dividen en siete aspectos diferentes elaborados por Christopher Hood en 1991. Hood también inventó el término NGP. Estos aspectos son los siguientes:

### Gestión
Debido a su creencia en la importancia y la fortaleza de privatizar el gobierno, es fundamental hacer hincapié en la gestión mediante la aplicación de métodos prácticos. Esta teoría permite a los líderes la libertad de administrar libremente..

### Estándares de desempeño
Es fundamental preservar medidas expresas y de ejecución en una fuerza de trabajo. El uso de esta estrategia avanza en la aclaración de objetivos / intenciones, metas y marcadores de movimiento.

### Controles de resultados
El tercer punto reconoce el "cambio desde el uso de controles de ingresos y procedimientos burocráticos a reglas que se basan en controles de resultados medidos por indicadores cuantitativos de desempeño". Este aspecto requiere el uso de evaluaciones basadas en el desempeño cuando se busca subcontratar el trabajo a empresas / grupos privados.

### Descentralización
Los defensores de la NGP con frecuencia se movieron de un marco administrativo unido a un marco descentralizado en el que los directores adquieren adaptabilidad y no están limitados a las restricciones de la organización.

### Competición
Esta característica se centra en cómo la NGP puede promover la competencia dentro del sector público que, a su vez, puede bajar costos, disponer el debate y posiblemente lograr una mejor calidad de progreso / trabajo a través del término contactos. La competencia también se puede encontrar cuando el gobierno ofrece contratos a los segmentos privados y el contrato se otorga en términos de la capacidad de brindar el beneficio de manera viable, la calidad de la mercadería entregada, posteriormente esto incrementará la competencia ya que la otra división privada que no obtuvo El contrato permitirá avanzar en la calidad y la capacidad fomentando posteriormente la competencia.

### Gestión del sector privado
Este punto de vista se centra en la necesidad de establecer contratos laborales a corto plazo, crear planes corporativos o planes comerciales, asentimientos de ejecución y declaraciones de misión . Además, se centra en la creación de un entorno de trabajo en el que los representantes abiertos o los trabajadores temporales sean conscientes de los objetivos y la intención que las oficinas intentan alcanzar.

### Reducción de costo
El más eficaz argumento que ha llevado a su ascenso en la popularidad mundial, se centra en mantener los costos bajos y la eficiencia alta. "Hacer más con menos"; además, la reducción de costos estimula la eficiencia y es una forma que lo diferencia del tradicionalismo en el enfoque de gestión

## Diferencias entre los sectores público y privado
La Nueva Gestión Pública extrae prácticas del sector privado y las utiliza en la gestión del sector público. Las reformas de la NGP utilizan las fuerzas del mercado para hacer responsable al sector público con la satisfacción de las preferencias como medida de dicha responsabilidad. Para que este sistema funcione, deben existir ciertas condiciones, como la existencia de competencia, y debe estar disponible la información sobre otras opciones. Las reformas que prometen reinventar el gobierno centrándose en los resultados y en la satisfacción del cliente en lugar de en los procesos administrativos y políticos no tienen en cuenta los propios intereses legislativos. En instituciones distintas del gobierno federal, los cambios que se anuncian como reinvenciones ni siquiera serían anunciados, excepto quizás en los tablones de anuncios de los pasillos.

## Problemas

### Críticas
Existen líneas difusas entre la formulación de políticas y la prestación de servicios en el sistema de Nueva Gestión Pública. Se han planteado interrogantes sobre la potencial politización del servicio público cuando los ejecutivos son contratados bajo sistemas de pago por desempeño. También se ha cuestionado la capacidad de los ciudadanos para elegir eficazmente los servicios gubernamentales adecuados que necesitan. "La noción de elección es esencial para el concepto económico de cliente. Generalmente, en el gobierno hay pocas opciones, si es que hay alguna ". Existe preocupación de que los gerentes públicos se alejen de tratar de satisfacer las necesidades y limitaciones de los ciudadanos en la rendición de cuentas al público. La NGP genera cuestionamientos sobre la integridad y el cumplimiento cuando se trata de incentivos para los gerentes públicos: los intereses de los clientes y los propietarios no siempre coinciden.  Surgen cuestiones tales como que los directivos sean más o menos fieles con los ciudadanos. El interés público está en riesgo y podría socavar la confianza en el gobierno. "El gobierno debe ser responsable ante el interés público más amplio, no solo ante los clientes o consumidores inmediatos individuales de los servicios gubernamentales".   

#### Relevancia
Aunque la NGP tuvo un impacto dramático en la década de 1990 en la gestión y formulación de políticas, muchos académicos creen que la NGP ha alcanzado su cenit. Académicos como Patrick Dunleavy creen que la nueva gestión pública se está quedando obsoleta debido a la desconexión con los "clientes" y sus instituciones. Los académicos citan la era digital y la nueva importancia de la tecnología que acaba con la necesidad de la NGP. En los países menos industrializados, el concepto de NGP sigue creciendo y extendiéndose. Esta tendencia tiene mucho que ver con la capacidad o incapacidad de un país para sintonizar su sector público con la era digital. Se creó la nueva gestión pública en el sector público para generar cambios basados en: desagregación, competencia e incentivos. El uso de incentivos para producir el máximo de servicios de una organización está en gran parte estancado en muchos países y está siendo reversado debido a la mayor complejidad.

### Alternativas
Después de la NGP, muchos países exploraron la gobernanza de la era digital (GED). Dunleavy cree que esta nueva forma de gobernanza debería centrarse en gran medida en la información y la tecnología. La tecnología ayudará a la reintegración con los cambios de digitalización. La gobernanza de la era digital brinda una oportunidad única para la autosostenibilidad; sin embargo, existen varios factores que determinarán si la GED se puede implementar con éxito o no. Cuando los países tienen la tecnología adecuada, la NGP simplemente no puede competir muy bien con la GED. Esta hace un excelente trabajo al hacer que los servicios sean más precisos, rápidos y capaz de eliminar la mayoría de las barreras y conflictos. La GED también puede mejorar la calidad del servicio y proporcionar acceso local a subcontratistas.
AM Omar (2020) desafió la GED al integrar el enfoque de gobernanza con la tecnología de redes sociales. El trabajo en el Departamento de Información de Brunéi titulado "Gobernanza de la era digital y redes sociales: El caso del Departamento de Información de Brunéi. En el empleo de tecnologías recientes para mejorar la gobernanza digital" sirve para proporcionar la base teórica y práctica para sustentar la afirmación. El trabajo concluye que los dividendos digitales se pueden asegurar mediante la aplicación efectiva de las redes sociales en el proceso de gobernanza.
El Nuevo Servicio Público es una teoría desarrollada recientemente para la administración pública centrada en los ciudadanos en el siglo XXI. Este trabajo desafía directamente el paradigma clientelar y racionalista de la Nueva Gestión Pública. El Nuevo Servicio Público (NSP) se enfoca en la gobernabilidad democrática y reimagina la responsabilidad de los administradores públicos hacia los ciudadanos. NSP postula que los administradores deberían ser un intermediario entre los ciudadanos y su gobierno, centrándose en la participación ciudadana en cuestiones políticas y administrativas.

### Comparaciones con la Nueva Administración Pública
La Nueva Gestión Pública a menudo se compara erróneamente con la Nueva Administración Pública . El movimiento de la "Nueva Administración Pública" se estableció en los Estados Unidos a finales de los sesenta y principios de los setenta. Aunque puede haber algunas características comunes, los temas centrales de los dos movimientos son diferentes. El principal impulso del movimiento de la Nueva Administración Pública fue alinear la administración pública académica con un movimiento igualitario anti-jerárquico que fue influyente en los campus universitarios de Estados Unidos y en los trabajadores del sector público. Por el contrario, el énfasis del movimiento de la Nueva Gestión Pública una década más tarde fue firmemente de normativa gerencial en el sentido de que enfatizaba la diferencia que la gerencia podía y debía hacer en la calidad y eficiencia de los servicios públicos. Se centra en las funciones de producción del servicio público y los problemas operativos en contraste con el enfoque en la rendición de cuentas pública, los valores del servicio público del "empleador modelo", el "debido proceso" y lo que sucede dentro de las organizaciones públicas en la administración pública convencional.
La tabla de abajo da una comparativa de las características o aspectos centrales de los dos sistemas 
| Nueva Gestión Pública               | Nueva Administración Pública           |
| ----------------------------------- | -------------------------------------- |
| Manos a la obra                     | Anti-jerárquico, anti-positivista      |
| Estándares explícitos               | Ciudadanía democrática                 |
| Énfasis en el control de resultados | Regulaciones internas                  |
| Desconexión de unidades             | Equidad                                |
| Importancia del sector privado      | Importancia de los ciudadanos públicos |
| Mejorar el tiempo                   | Estabilidad                            |
| Mayor uso de dinero                 | Socioemocional                         |

## Otras lecturas
- Andrews, Rhys and Steven Van de Walle (2013). ″New Public Management and Citizens' Perceptions of Local Service Efficiency, Responsiveness, Equity and Effectiveness.″ Public Management Review. Retrieved March 9, 2015.
- Cohen, Nissim (2016). "Forgoing New Public Management and Adopting Post-New Public Management Principles: The On-Going Civil Service Reform in Israel". Public Administration and Development. 36 (1): 20–
- Daft, R., & Marcic, D. (2014). Building management skills: An action-first approach. South-Western Cengage Learning.
- Eckerd, Adam; Heidelberg, Roy L. (YEAR). “Public Incentives, Market Motivations, and Contaminated Properties: New Public Management and Brownfield Liability Reform.” Public Administration Review. Retrieved March 10, 2015.
- Gruening, G. (n.d.). Origin and theoretical basis of new public management. International Public Management Journal.
- Holland, Kelley. ″Under New Management: How Office Politics and Real Politics Can Mix.″ nytimes.com. New York Times, 8 Oct. 2006. Web. 9 March 2015.
- Horton, Sylvia, ed. New Public Management: Its Impact on Public Servants' Identity. Bradford, 2006. ProQuest ebrary. Web. 9 March 2015.
- Jouke de Vries.”Is New Public Management Dead” oecd.org. OECD, June 2013. Web. 10 March 2015.
- Lane, Jan-Erik. New Public Management. London, 2000. ProQuest ebrary. Web. 9 March 2015.
- Morales Casetti, M. (2014). New Public Management in Chile: Origins and Effects. Revista de Ciencia Política, 417-438.
- Morisson, A. & Doussineau, M. (2019). Regional innovation governance and place-based policies: design, implementation and implications. Regional Studies, Regional Science,6(1),101–116. https://rsa.tandfonline.com/doi/full/10.1080/21681376.2019.1578257.
- Navarra, Diego D.; Cornford, Tony. “The State and Democracy After New Public Management: Exploring Alternative Models of E-Governance.” Information Society. Vol. 28 Issue 1 (Jan/Feb2012)  p37-45. 9p. 1 Chart. DOI: 10.1080/01972243.2012.632264. Web. 10 March 2015.
- Raes, Koen.” Ethics & Accountability in a Context of Governance & New Public Management.” Vol. 7, (1998) p. 197-206. 10p. 1 Chart. Web. 10 March 2015.
- Riccucci, N. M. (2001, March). The "Old" Public Management versus the "New" Public Management: Where does Public Administration Fit in? Public Administration Review, 61(2), 172-175. Retrieved from jstor.
- Schachter, Hindy.”New Public Management and Principals' Roles in Organizational Governance: What Can a Corporate Issue Tell us About Public Sector Management?” Public Organization Review.  Vol. 14 Issue 4, (Dec 2014) p517-531. Web. 10 March 2015.
- Smith, D. (2014). Under New Public Management: Institutional Ethnographies of Changing Front-line Work. Toronto: University of Toronto Press.
- Vermeulen, Philippe. “Ethics & Accountability in a Context of Governance & New Public Management.” Vol. 7, (1998) p171-188. 18p. 2 Diagrams, 1 Chart. Web. 10 March 2015.
- Williams, Helen M., Julie Rayner, and Christopher W. Allinson. ″New Public Management and Organisational Commitment in the Public Sector: Testing a Mediation Model.″ International Journal of Human Resource Management 23.13 (2012): 2615-2629. EBSCOhost. Web. 9 March 2015.